# Silviella
Silviella  (лат.) — олиготипный род двудольных растений семейства Заразиховые (Orobanchaceae). Выделен американским ботаником Фрэнсисом Уиттиером Пеннеллом в 1928 году.

## Систематика
В состав рода входят два вида растений:
- Silviella prostrata (Kunth) Pennell
- Silviella serpyllifolia (Kunth) Pennelltypus[2]

## Распространение
Оба вида являются эндемиками Мексики.

## Общая характеристика
Многолетние травянистые растения, покрытые мелкими волосками.
Стебель округлый, стелющийся.
Листья стеблевые, яйцевидной формы, размещены супротивно.
Цветки с жёлтым полуколесовидным венчиком.
Плоды с большим количеством семян яйцевидной формы, без придатков.